# Trialeurodes darwiniensis
Trialeurodes darwiniensis là một loài côn trùng cánh nửa trong họ Aleyrodidae, phân họ Aleyrodinae.
Trialeurodes darwiniensis được Martin miêu tả khoa học đầu tiên năm 1999.